# 伊号第百七十六潜水艦
伊号第百七十六潜水艦（いごうだいひゃくななじゅうろくせんすいかん、旧字体：伊號第百七十六潜水艦）は、大日本帝国海軍の潜水艦。伊百七十六型潜水艦（海大七型、新海大型）の1番艦。2度の重大な損傷を受けるがソロモン方面で物資輸送に従事した。

## 艦歴
- 1940年6月22日 - 呉海軍工廠にて起工。
- 1941年5月15日 - 「伊号第七十六潜水艦」と命名[1]。
  - 6月7日 - 進水。
  - 11月1日 - 艦名を「伊号第百七十六潜水艦」に変更[2]。
- 1942年8月4日 - 竣工し第11潜水隊に編入、8月末まで瀬戸内海にて訓練。
  - 9月10日 - 呉出港、16日トラック着、18日トラック出港、21日ラバウル着
  - 10月5日 - ガダルカナル島方面索敵、11日ガダルカナル島コロンブス岬輸送
  - 10月20日 - ガダルカナル島沖にてアメリカ重巡洋艦チェスター(USS Chester, CL/CA-27)を雷撃、大破させる。
  - 10月29日 - トラック着
  - 11月20日 - トラック出港
  - 12月4日 - ガダルカナル方面索敵、8日トラック着、9日ブナ方面輸送
  - 12月12日 - ガダルカナル方面マンバレ河輸送に従事、途中座礁するも17日物資14トンを揚陸。
  - 12月20日 - ラバウル着、24日トラック着
- 1943年1月17日 - ショートランド輸送、18日ガダルカナル方面輸送、23日ガダルカナル方面にて敵艦隊発見を報じる
  - 3月14日 - ラバウル方面にて味方輸送船より5000mの距離にて砲撃を受けるも、損害なし。
  - 3月19日 - ラエに陸軍の便乗者20名を乗せ物資揚陸作業中、敵機の攻撃を受け損傷、田辺弥八艦長重傷。先任将校の指揮で浮上、潜行を繰り返しながらラバウルへ向かう。
  - 3月22日 - ラバウル入港
  - 4月1日 - トラック出港
  - 4月15日 - 三井造船玉野造船所入渠
  - 6月8日 - 修理完了、訓練に従事。
  - 7月2日 - 呉出港、19日ラバウル入港、23日ラエに物資及び補充の陸軍兵25名を送り、海軍将兵19名、陸軍将兵21名を収容。
  - 7月25日 - ラエ輸送の帰途、浮上中に敵機より攻撃を受け、艦橋が大破しメインタンク破損するも水上航行しラバウルに同日入港。
  - 8月4日 - ラバウルにて応急修理、ラエ方面に4度輸送に従事。
  - 11月16日 - 北緯05度05分 東経151度10分 / 北緯5.083度 東経151.167度のトラック南方300浬地点付近で米潜水艦コーヴィナ(USS Corvina, SS-226)を撃沈した(日本の潜水艦が撃沈した最後の潜水艦となる)。
- 1944年5月10日 - ブカ島輸送のためトラック出港。
  - 5月16日 - ブカ島北方にてアメリカ駆逐艦フランクス（英語版）(USS Franks, DD-554)、ハガード（英語版）(USS Haggard, DD-555)、ジョンストン(USS Johnston, DD-557)の攻撃を受け沈没。
  - 6月11日 - 亡失と認定。
  - 7月10日 - 除籍

撃沈総数1隻、撃沈トン数1,526トン。撃破総数1隻、撃破トン数9,300トン。

## 歴代艦長
※『艦長たちの軍艦史』437-438頁による。

### 艤装員長
1. 田辺弥八 少佐：1942年6月30日 -

### 艦長
1. 田辺弥八 少佐：1942年8月4日 -
2. 板倉光馬 大尉：1943年3月27日 -
3. 山口幸三郎 少佐：1943年5月20日 -
4. 岡田英雄 少佐：1944年2月1日 - 5月16日戦死